# Bitche
Bitche (niem. Bitsch) – miejscowość i gmina w Lotaryngii we Francji, w regionie Grand Est, w departamencie Mozela.
Według danych na rok 1990 gminę zamieszkiwało 5517 osób, a gęstość zaludnienia wynosiła 134 osób/km² (wśród 2335 gmin Lotaryngii Bitche plasuje się na 80. miejscu pod względem liczby ludności, natomiast pod względem powierzchni na miejscu 21.).

## Historia
Podczas wojny francusko-pruskiej, twierdza Bitche (tak jak Belfort) nie została zdobyta pomimo długotrwałego oblężenia przez wojska pruskie.
- Zdjęcia cytadeli w Bitche

Bitche
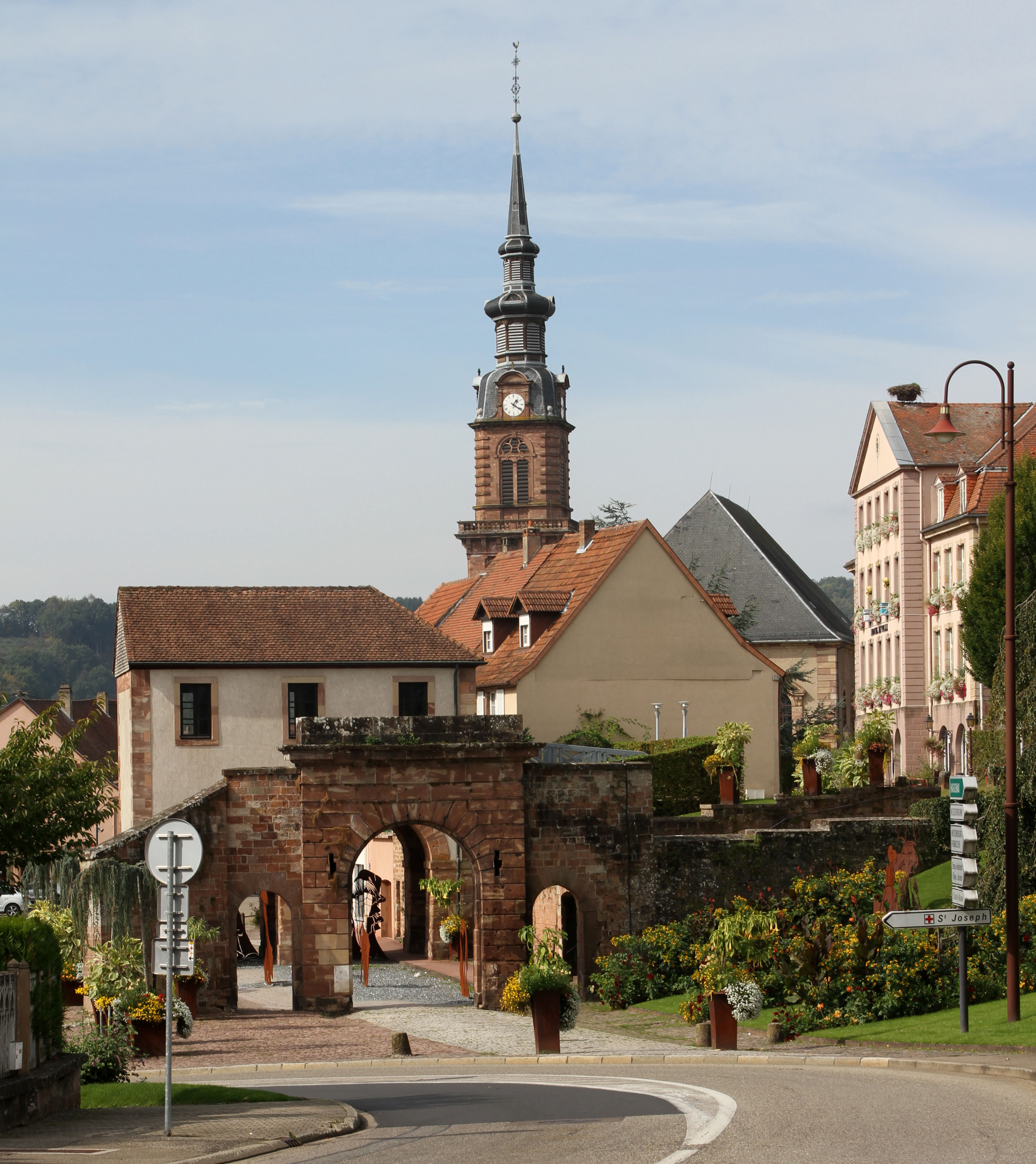
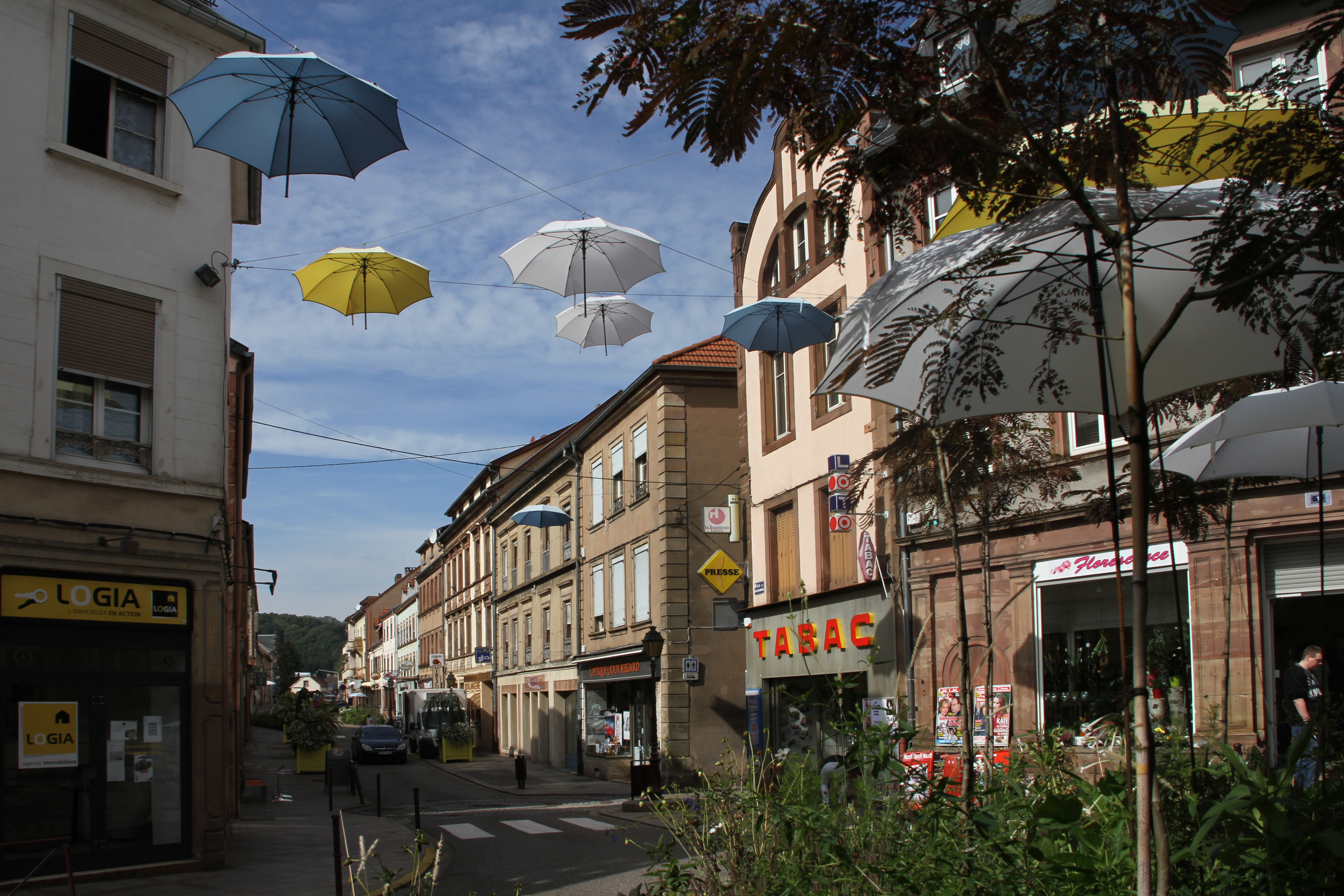
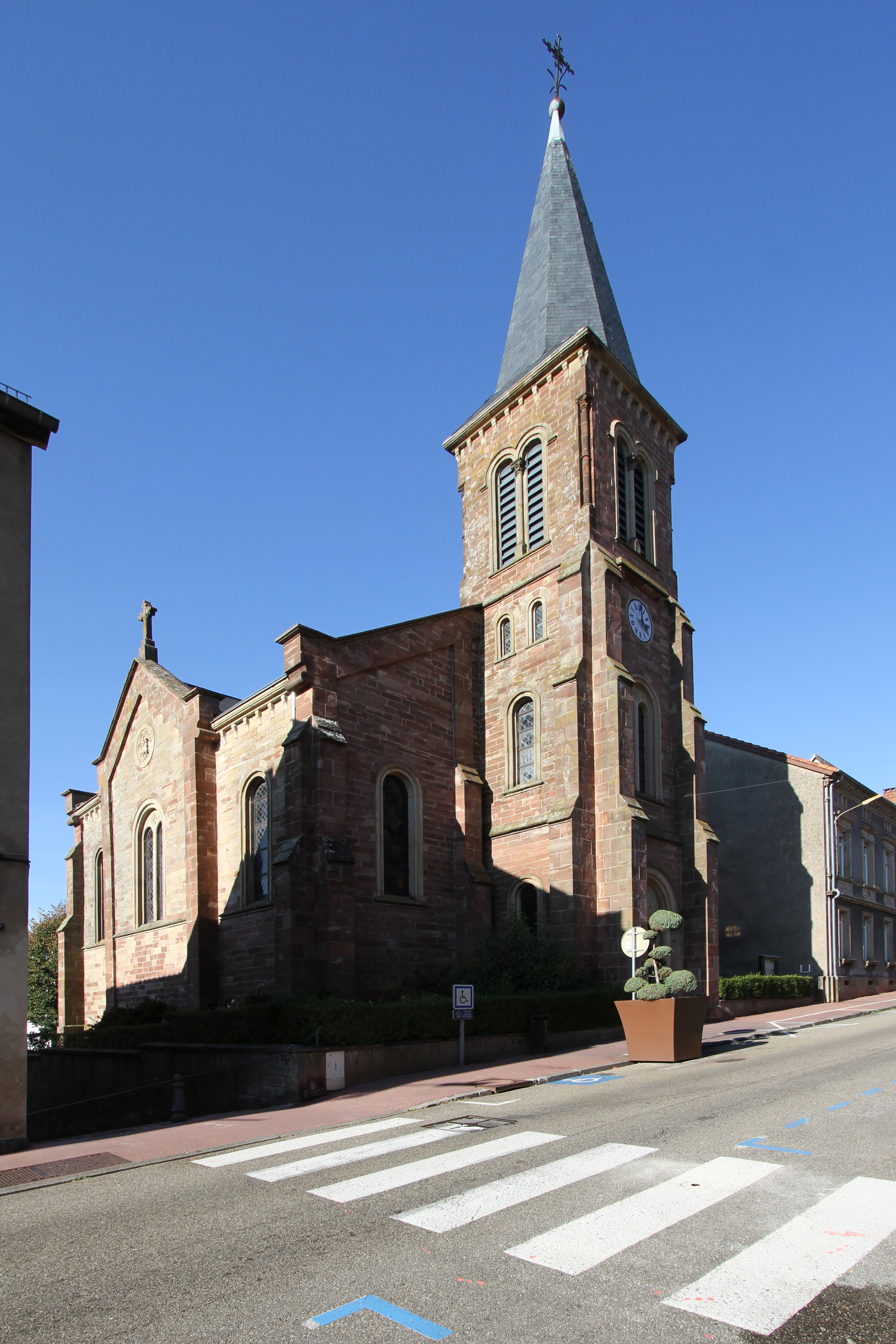
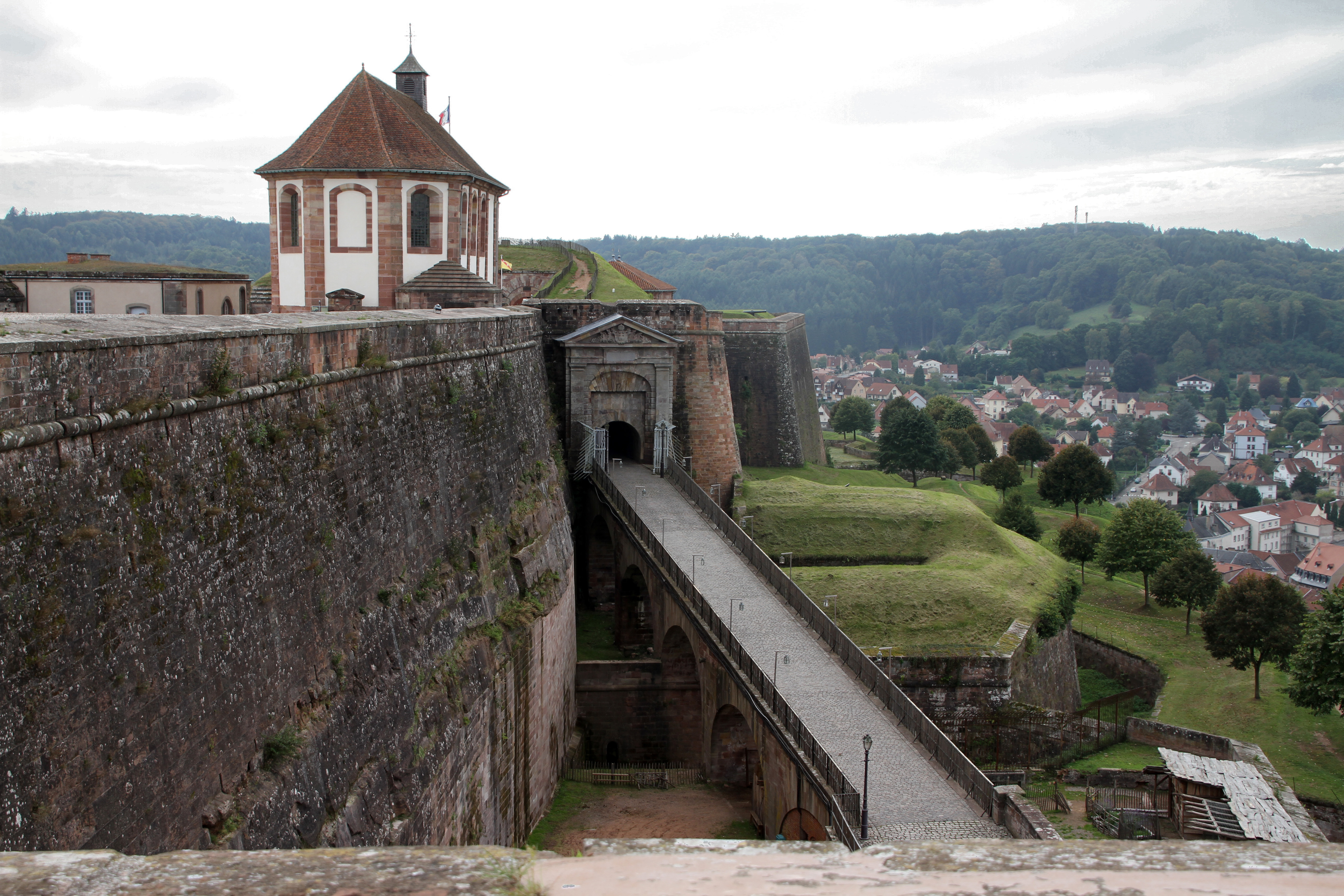
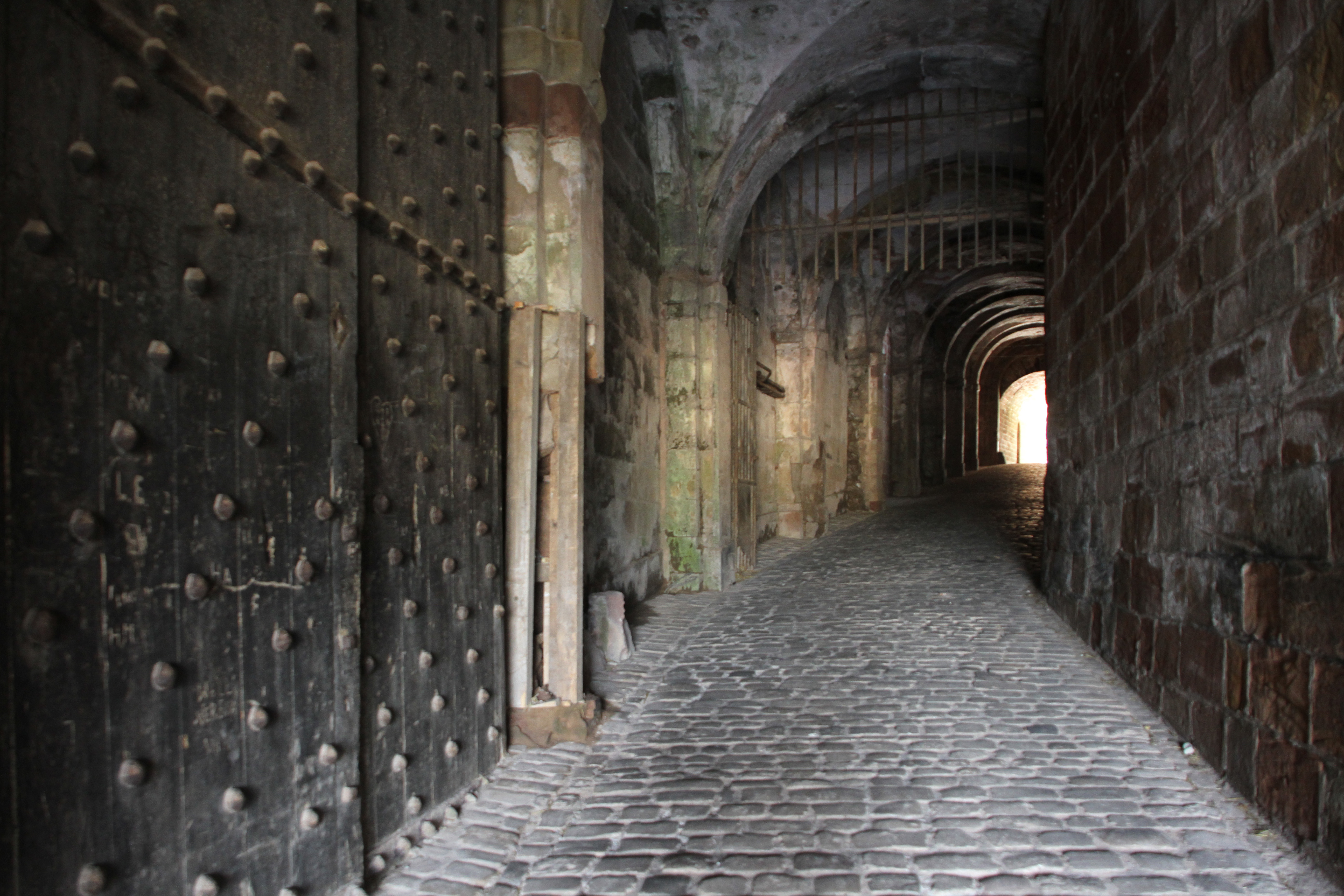
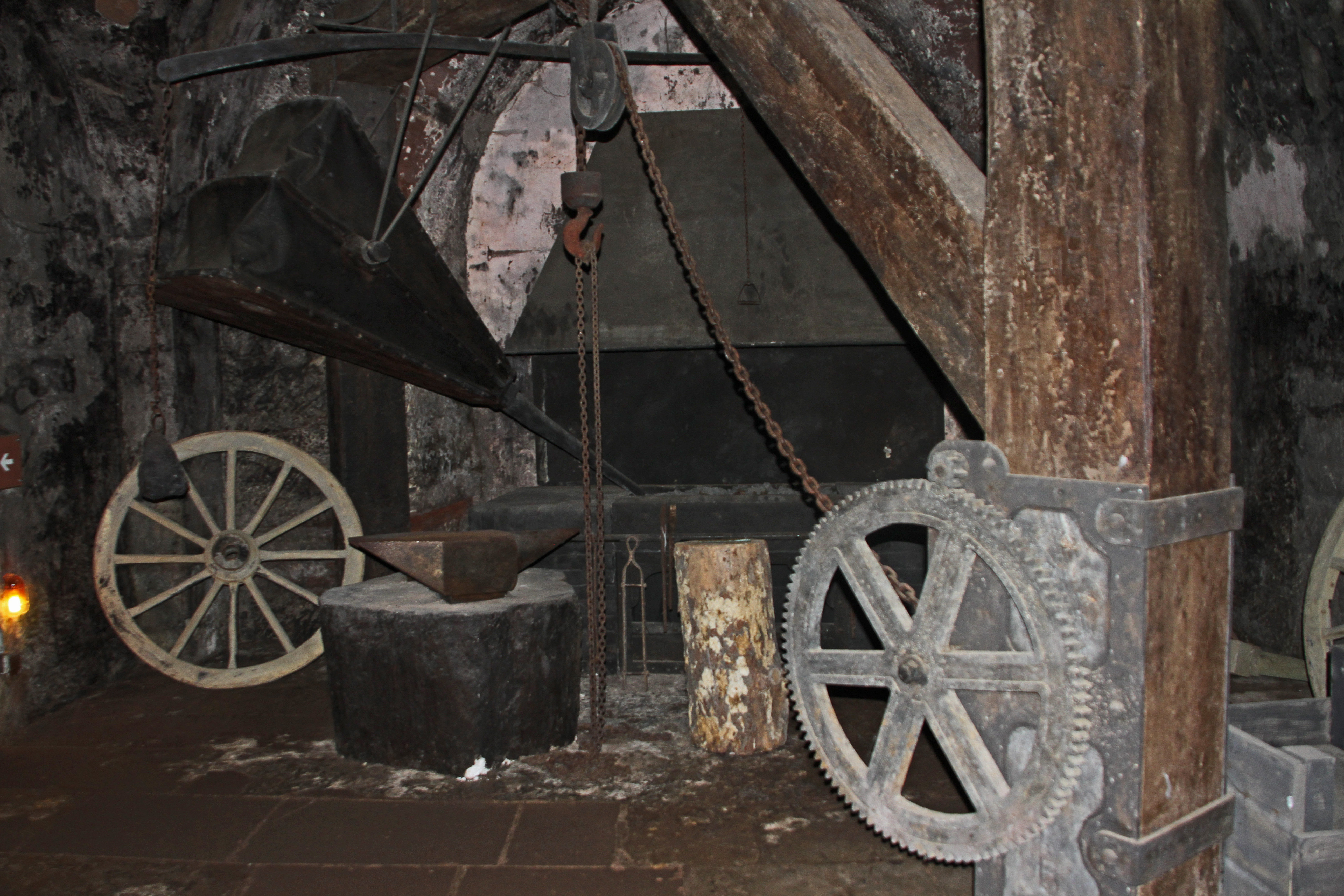
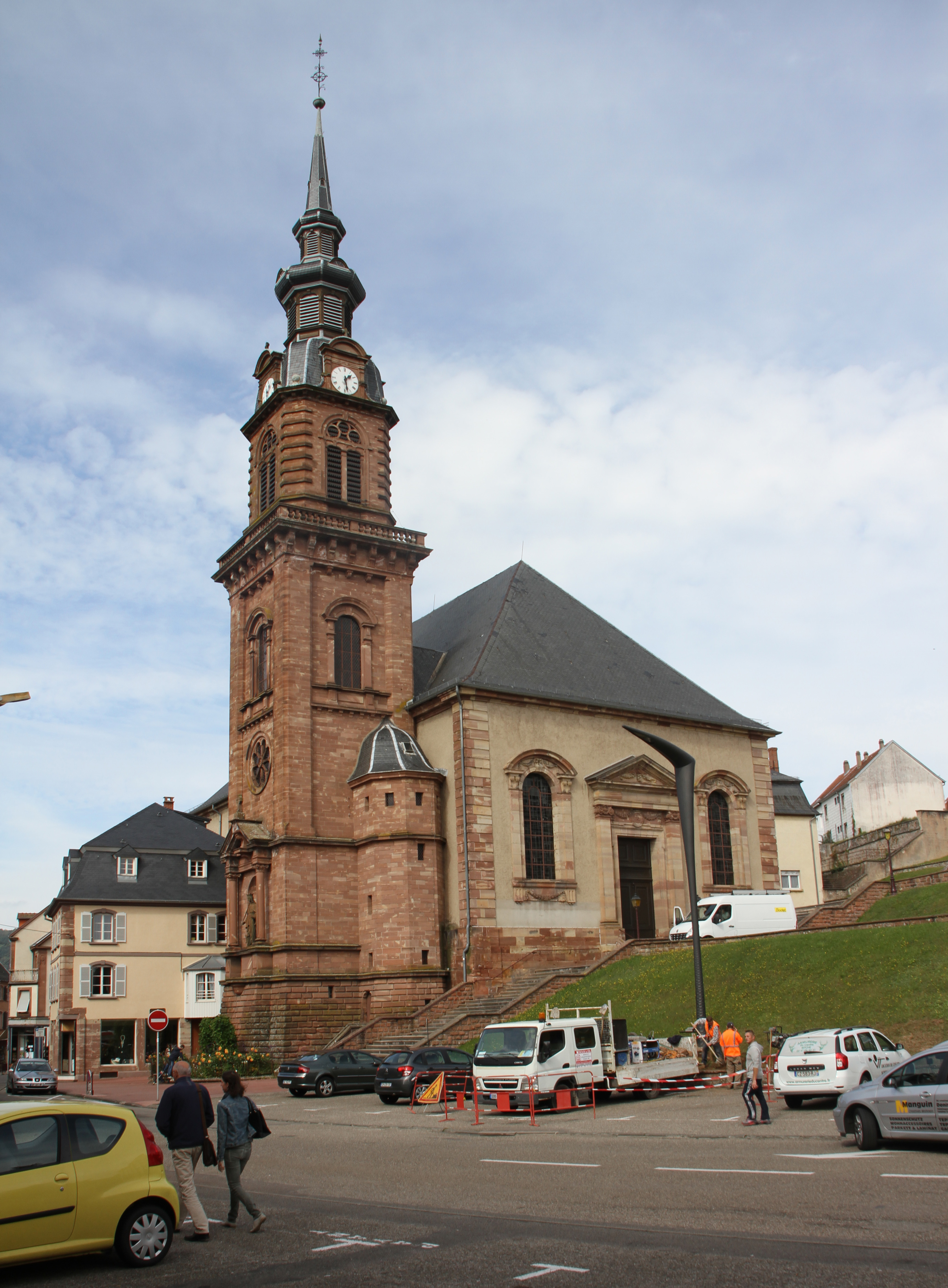
St. Catherine
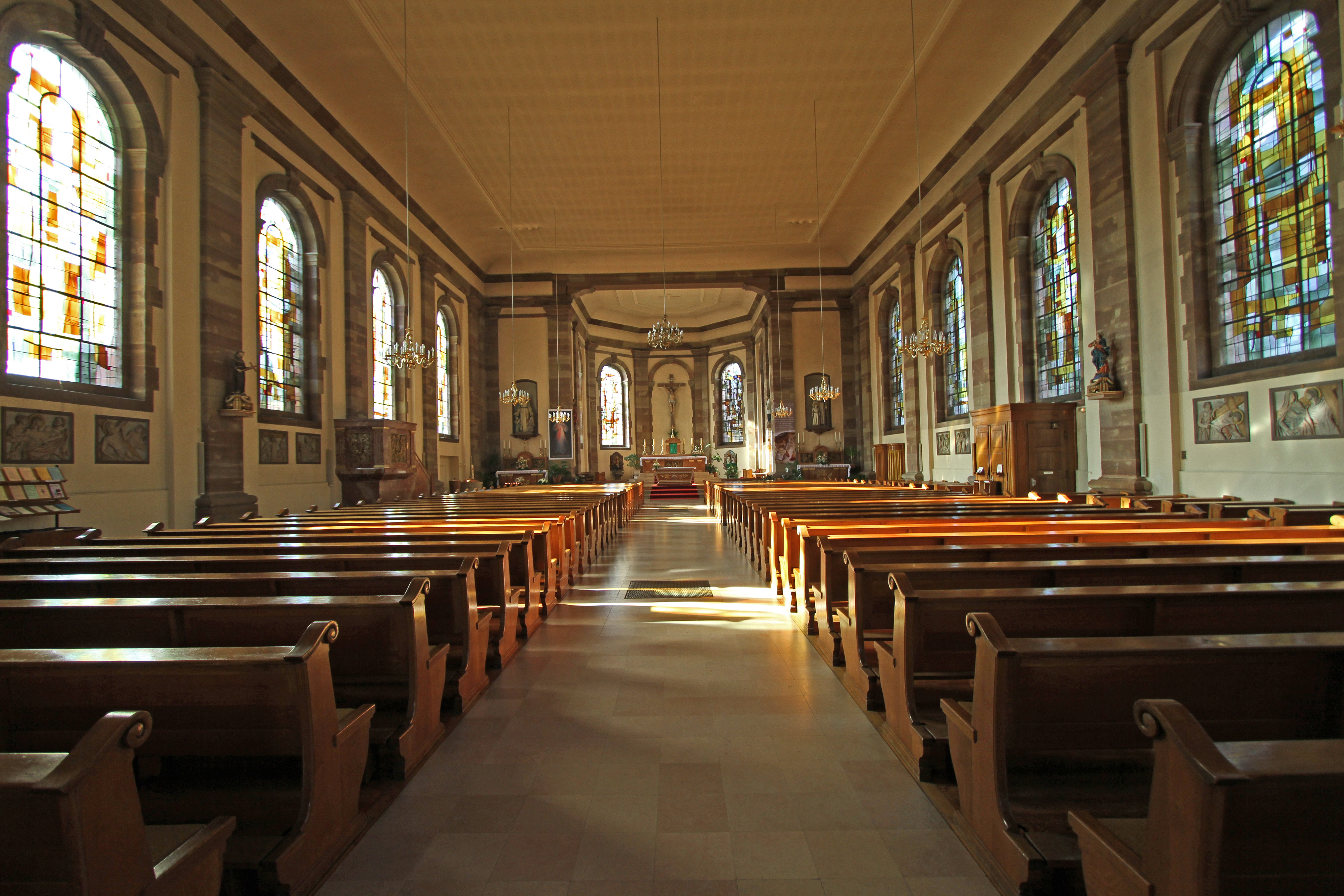
St. Catherine